# حصار سنغي (فشارود)
حصار سنغي (بالفارسية: حصار سنگی) هي مستوطنة تقع في إيران في قسم فشارود الريفي. يقدر عدد سكانها بـ 266 نسمة .